# Tony Marshall
Ne doit pas être confondu avec Tonie Marshall.
Pour les articles homonymes, voir Marshall.
Tony Marshall, de son vrai nom Herbert Anton Bloeth Hilger, né le 3 février 1938 à Baden-Baden et mort dans la même ville le 16 février 2023, est un chanteur de schlager et d'opéra allemand.

## Biographie
Tony Marshall naît Herbert Anton Bloeth, mais rajoute Hilger à son nom avant la naissance en 1963 de son premier enfant avec son épouse, une amie d'enfance. En 1965, il reçoit son diplôme de chanteur d'opéra de l'Université de musique de Karlsruhe. Il devient célèbre en 1971 avec la chanson Schöne Maid, produite par Jack White. En fait, comme il ne voulait pas vraiment la chanter, il s'était enivré de chianti avant l'enregistrement, espérant que le producteur le renvoie. Son premier album ayant été un échec, il avait accepté par besoin d'argent pour sa famille. Cette chanson qui reprend la mélodie de Nau Haka Taranga, une chanson traditionnelle de Tahiti, se vend à plusieurs millions d'exemplaires.
Il incarne la bonne humeur allemande et part en tournée à travers le monde (Japon, Afrique, Canada, États-Unis...). En 1976, il remporte le concours de sélection pour l'Eurovision, mais la chanson Der Star est disqualifiée, car la chanteuse israélienne Nizza Thobi (de) l'avait déjà interprétée sur scène.
En 1987, il participe à l'ensemble vocal Wir für Euch qui sort l'album Insel der Liebe.
En 2004, il fête ses cinquante ans de scène à Baden-Baden. En 2005, il revient à l'opéra en jouant dans Un violon sur le toit au Volkstheater de Francfort.
En 2012, après l'annulation d'un concert, il avoue souffrir de polyneuropathie, ce qui lui paralyse les jambes. Il pense que sa consommation excessive d'alcool, bien plus que l'image qu'on lui donne, en est sans doute à l'origine,.
Il est également le père de Pascal Marshall, cofondateur du groupe allemand Die Woodys connu notamment pour leur célèbre chanson Ficht'l Lied apparue la 1re fois en 1984 à la télévision. Il baptise en 2013 la rose 'Schöne Maid' en hommage à sa célèbre chanson.
Il meurt le soir du 16 février 2023 à Baden-Baden des suites d'une longue maladie.

## Chansons (sélection)
- Aline (1966)
- Your lovin man (1968)
- Schöne Maid (1971)
- Pretty Maid (1972)
- In search of you (1972)
- Komm gib mir deine Hand (1971)
- Ich fang für euch den Sonnenschein (1972)
- Und in der Heimat (1972)
- Junge, die Welt ist schön (1973)
- Onkel Golle (1973)
- Täterätätätätä (1974)
- Wir trinken Brüderschaft mit der ganzen Stadt (1974)
- Anna-Karina (1975)
- Fahr mich in die Ferne (1975)
- Der Star (1976)
- Allein (…auf der großen Hazienda) (1976)
- Auf der Heide blüht ein kleines Blümelein (1977)
- Wir wollen doch mal wieder Stimmung machen (1977)
- Wir sind die Tramps (1977)
- Oh Miranda (1977)
- The Requiem for Elvis (1977)
- Bora Bora (1978)
- Auf der Straße nach Süden (1978)
- Wir zahlen keine Miete mehr (1979)
- Ich will mit dir spielen (1979)
- Ich klau dir eine Straßenbahn (1979)
- Anatevka (1979)
- Mach dir das Leben doch schön (1980)
- Wir bleiben noch etwas hier (1980)
- In unserm Städtchen (1982)
- Jim und Andy (1982)
- Ach laß mich doch in deinem Wald der Oberförster sein (1983)
- Das werden wir alles überleben (1984)
- Tony, Tony noch einmal (1986)
- Wir sind die Champions (1987)
- Heute hau'n wir auf die schöne Maid (Black Forest Clinic Mix) (1989)
- Resi bring Bier (1991)
- Jetzt gehts los (1992)
- No no Marleen (1994)
- So leb dein Leben/My way (1996)
- Hit-Mix (1998)
- Hoppladiddi Hoppladadda (1999)
- Die Hände zum Himmel (2000)
- Olé, hier tanzt der Bär (2003)
- Nach Regen blühen Blumen (2008)
- 1000-mal an dich gedacht (2009)
- Schöne Maid 2010 (2009)

## Récompenses et distinctions
- 2007 : prix Münchausen.